# Антуан Менді
Антуа́н Альфа Менді́ (фр. Antoine Alpha Mendy; нар. 27 травня 2004, Марсель) — сенегальський футболіст, захисник французького клубу «Ніцца» і збірної Сенегалу.

## Клубна кар'єра
Вихованець академії «Ніцца», до якої приєднався 2014 року у віці 10 років. 2021 року почав виступати за резервну команду в чемпіонаті Насьйональ 3, за яку дебютував 5 вересня 2021 року в матчі проти «Мандельє». 11 грудня в поєдинку проти «Аяччо Б» забив свій перший гол у кар'єрі.
29 вересня 2022 року підписав з клубом свій перший професіональний контракт. 16 жовтня 2022 року дебютував в основному складі «Ніцци» в матчі Ліги 1 проти «Осера», вийшовши на заміну Джордану Лотомба. 27 жовтня того ж року в поєдинку Ліги конференцій УЄФА проти сербського «Партизана» дебютував у єврокубках.
26 серпня 2024 року продовжив контракт з «Ніццею» до літа 2028 року.

## Кар'єра в збірній
Виступав за збірну Франції до 20 років.
13 березня 2025 року вперше викликаний до збірної Сенегалу головним тренером Папом Тьявом дла участі в матчах відбіркового турніру до чемпіонату світу 2026 проти збірних Судану та Того. 22 березня в поєдинку з Суданом дебютував за збірну Сенегалу, вийшовши в стартовому складі.

## Статистика виступів

### Клубна статистика
Станом на 16 серпня 2025 
| Клуб              | Сезон             | Чемпіонат         | Чемпіонат | Чемпіонат | Кубок | Кубок | Єврокубки | Єврокубки | Інші  | Інші | Всього | Всього |
| Клуб              | Сезон             | Дивізіон          | Матчі     | Голи      | Матчі | Голи  | Матчі     | Голи      | Матчі | Голи | Матчі  | Голи   |
| ----------------- | ----------------- | ----------------- | --------- | --------- | ----- | ----- | --------- | --------- | ----- | ---- | ------ | ------ |
| Ніцца II          | 2021–22           | Насьйональ 3      | 16        | 2         | —     | —     | —         | —         | —     | —    | 16     | 2      |
| Ніцца II          | 2022–23           | Насьйональ 3      | 3         | 0         | —     | —     | —         | —         | —     | —    | 3      | 0      |
| Ніцца II          | Всього            | Всього            | 19        | 2         | —     | —     | —         | —         | —     | —    | 19     | 2      |
| Ніцца             | 2021–22           | Ліга 1            | 0         | 0         | 0     | 0     | —         | —         | —     | —    | 0      | 0      |
| Ніцца             | 2022–23           | Ліга 1            | 11        | 0         | 1     | 0     | 3         | 0         | —     | —    | 15     | 0      |
| Ніцца             | 2023–24           | Ліга 1            | 10        | 0         | 3     | 0     | —         | —         | —     | —    | 13     | 0      |
| Ніцца             | 2024–25           | Ліга 1            | 18        | 0         | 2     | 0     | 3         | 0         | —     | —    | 23     | 0      |
| Ніцца             | 2025–26           | Ліга 1            | 1         | 0         | 0     | 0     | 2         | 0         | —     | —    | 3      | 0      |
| Ніцца             | Всього            | Всього            | 40        | 0         | 6     | 0     | 8         | 0         | —     | —    | 54     | 0      |
| Всього за кар'єру | Всього за кар'єру | Всього за кар'єру | 59        | 2         | 6     | 0     | 8         | 0         | 0     | 0    | 73     | 2      |

1. ↑  Матч в Лізі конференцій УЄФА
2. ↑  Матчі в Лізі Європи УЄФА
3. ↑  Матчі в Лізі чемпіонів УЄФА

### Міжнародна статистика
Станом на 6 червня 2025 
| Збірна            | Сезон             | Товариські | Товариські | Офіційні | Офіційні | Всього | Всього |
| Збірна            | Сезон             | Матчі      | Голи       | Матчі    | Голи     | Матчі  | Голи   |
| ----------------- | ----------------- | ---------- | ---------- | -------- | -------- | ------ | ------ |
| Сенегал           |                   |            |            |          |          |        |        |
| 2025              | 1                 | 0          | 2          | 0        | 3        | 0      |        |
| Всього за кар'єру | Всього за кар'єру | 1          | 0          | 2        | 0        | 3      | 0      |

### Матчі за збірну
Станом на 6 червня 2025 
| Матчі Антуана Менді за збірну Сенегалу | Матчі Антуана Менді за збірну Сенегалу | Матчі Антуана Менді за збірну Сенегалу | Матчі Антуана Менді за збірну Сенегалу | Матчі Антуана Менді за збірну Сенегалу | Матчі Антуана Менді за збірну Сенегалу | Матчі Антуана Менді за збірну Сенегалу | Матчі Антуана Менді за збірну Сенегалу |
| №                                      | Дата                                   | Суперник                               | Рахунок                                | Голи                                   | Картки                                 | Хвилини                                | Змагання                               |
| -------------------------------------- | -------------------------------------- | -------------------------------------- | -------------------------------------- | -------------------------------------- | -------------------------------------- | -------------------------------------- | -------------------------------------- |
| 1                                      | 22 березня 2025                        | Судан                                  | 0–0                                    |                                        |                                        | 90'                                    | Відбіркові матчі ЧС-2026               |
| 2                                      | 25 березня 2025                        | Того                                   | 2–0                                    |                                        |                                        | 35'                                    | Відбіркові матчі ЧС-2026               |
| 3                                      | 6 червня 2025                          | Ірландія                               | 1–1                                    |                                        |                                        | 90'                                    | Товариський матч                       |

Всього: 3 матчі / 0 голів; 1 перемога, 2 нічиї, 0 поразок.